# Wikipédia en tumbuka
Wikipédia en tumbuka (en tumbuka : Wikipedia Chitumbuka) est l’édition de Wikipédia en tumbuka, langue bantoue principalement parlée au Malawi et en Zambie. L'édition est lancée en décembre 2004,. Son code est : tum.
Au 21 mars 2025, l'édition en tumbuka contient 18 696 articles et compte 9 547 contributeurs, dont 24 contributeurs actifs et 1 administrateur.

## Présentation

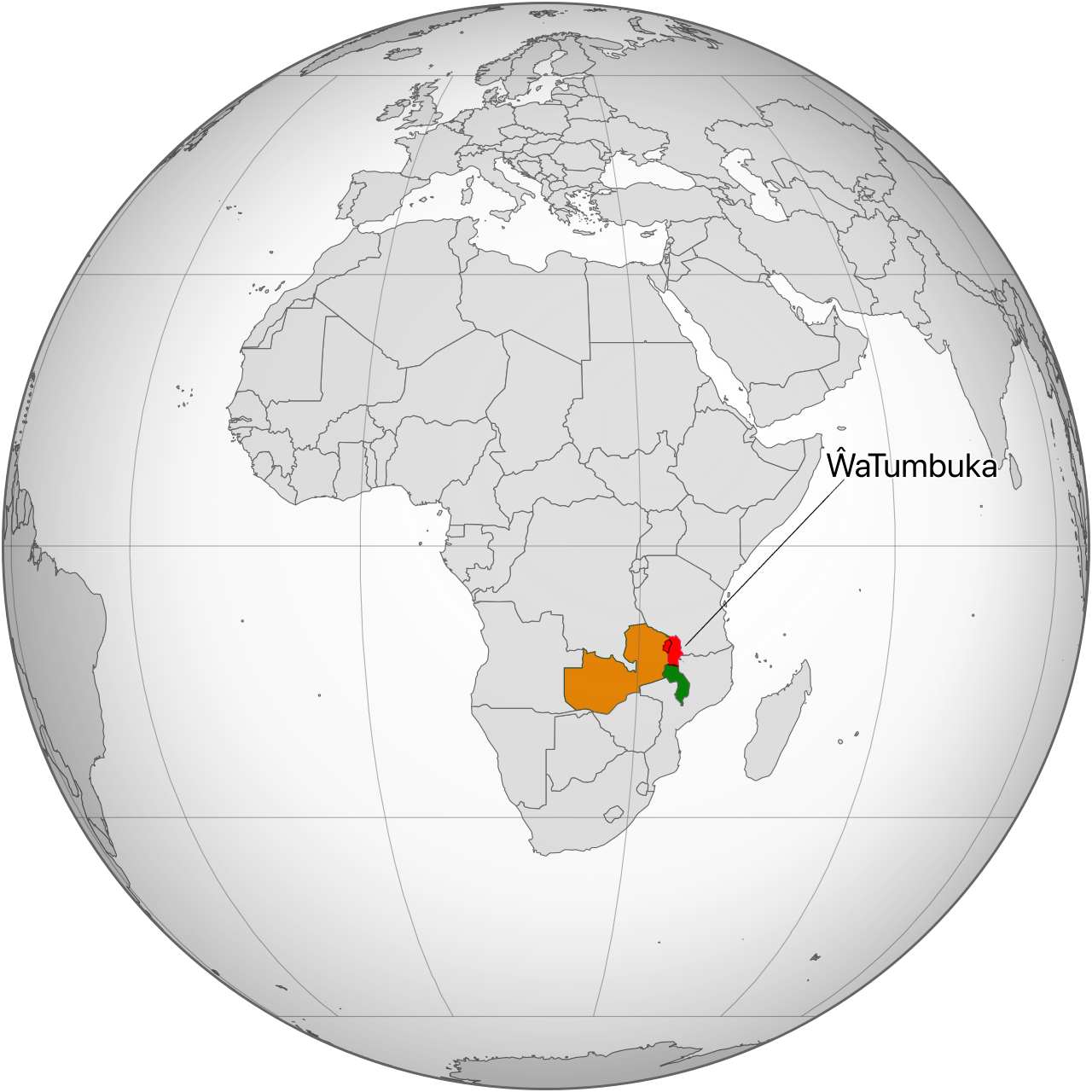
Localisation du peuple Tumbuka.
Aire de diffusion du tumbuka au sein des langues bantoues..

## Statistiques
- Le 10 octobre 2022, l'édition en tumbuka contient 7 687 articles et compte 7 271 contributeurs, dont 22 contributeurs actifs et 2 administrateurs.
- Le 25 septembre 2024, elle contient 18 688 articles et compte 9 054 contributeurs, dont 19 contributeurs actifs et 1 administrateur.